# Copidognathus ponteuxinus
Copidognathus ponteuxinus is een mijtensoort uit de familie van de Halacaridae. De wetenschappelijke naam van de soort is voor het eerst geldig gepubliceerd in 1928 door Viets.